# إيليزيم
إیلیزیم (بالإنجليزية: Elysium)‏ هو فيلم خيال علمي أمريكي من تأليف وإخراج نيل بلومكامب وبطولة مات ديمون وجودي فوستر وشارلتو كوبلي. صدر الفيلم في 9 أغسطس، 2013 في الولايات المتحدة بدور العرض التقليدية والآيماكس. الفيلم من إنتاج شركتي Media Rights Capital وTriStar Pictures التابعة لسوني بيكتشرز. الفيلم يمثل أيضاً أول إنتاج ضخم لتري ستار بيكتشرز منذ 1998.
تقع أحداث الفيلم في العام 2154 على كوكب الأرض المدمر وعلى مسكن فضائي يدعى إيليزيم. يستكشف الفيلم مواضيع سياسية واجتماعية مثل الهجرة والرعاية الصحية وتصنيف الناس. عندما سئل المخرج ما إذا كان الفيلم يكشف نظرته للأرض خلال 140 سنة، أجاب نيل بلومكامب "كلا، كلا، كلا. هذا ليس خيال علمي، هذا اليوم، هذا الآن."

## وصلات خارجية
- إيليزيم على موقع IMDb (الإنجليزية)
- إيليزيم على موقع ميتاكريتيك (الإنجليزية)
- إيليزيم على موقع الموسوعة البريطانية (الإنجليزية)
- إيليزيم على موقع روتن توميتوز (الإنجليزية)
- إيليزيم على موقع نتفليكس (الإنجليزية)
- إيليزيم على موقع قاعدة بيانات الأفلام العربية
- إيليزيم على موقع ألو سيني (الفرنسية)
- إيليزيم على موقع Turner Classic Movies (الإنجليزية)
- إيليزيم على موقع أول موفي (الإنجليزية)
- إيليزيم على موقع بوكس أوفيس موجو (الإنجليزية)
- إیلیزیم في قاعدة بيانات الأفلام العربية